# Adelaida de Vohburg
Adelaida de Vohburg (1135-1190), también conocida como Adelheid, fue una reina alemana, al ser la primera esposa del emperador Federico I. Adelaida era hija de Diepoldo III, margrave de Vohburg, y de Adelaida de Polonia, hija de Vladislao I Herman y Judit de Suabia.
En Eger antes del 2 de marzo de 1147, Adelaida se casó con Federico de Suabia, que se convirtió en duque de Suabia un mes más tarde. Federico también consiguió ser elegido como sucesor de su tío-abuelo por parte de padre, Conrado III de Alemania. Fue coronado rey de Alemania el 4 de marzo de 1152. Adelaida se convirtió así en reina. Sin embargo, ella no tuvo hijos y Federico pidió al papa Eugenio III que se anulara el matrimonio. Así se concedió y confirmó en la ciudad de Constanza en marzo de 1153. La justificación para ello era la consanguinidad.
Sin ser ya una reina, Adelaida se casó con Dietho de Ravensburg, welfische Ministerialer. Dietho murió en 1180 o poco después. Adelaida lo sobrevivió y murió entre 1184–1190.